# Плотник острогрудый
Плотник острогрудый (лат. Nebria brevicollis) — вид жуков-жужелиц из подсемейства плотинников. Распространён в Европе. Синантропный вид, часто встречающийся в частично затемнённых местах в зелёных насаждениях и лесистой местности, но не встречается в слишком солёных или слишком влажных местах. Длина тела имаго 9—14 мм. Эпиплевры надкрылий и переднеспинки и вершина брюшка бурые. Усики, голени и лапки рыжие.